# Bloch MB 200
Il Bloch MB 200, era un bombardiere medio bimotore ad ala alta sviluppato dall'azienda francese Société des avions Marcel Bloch nella prima metà degli anni trenta e prodotto, oltre che dalla stessa, su licenza anche dalle cecoslovacche Aero ed Avia come Aero MB-200.

## Storia del progetto
Nel 1932 le autorità militari francesi, nell'ambito di un programma di ammodernamento del parco velivoli in dotazione ai reparti aerei dell'Armée de terre, l'esercito francese, emisero una specifica per la fornitura di un nuovo modello di bombardiere notturno, indicato come BN.5 (Bombardier de Nuit 5 places - bombardiere notturno a 5 posti).
Al bando di concorso rispose anche la Bloch con un progetto di un modello di costruzione completamente metallica, caratterizzato dalla cellula con fusoliera a sezione rettangolare, ricoperta di lastre metalliche, abbinata a una velatura monoplana con ala alta montata a sbalzo sulla parte dorsale della fusoliera, cellula che integrava la cabina di pilotaggio chiusa situata davanti al bordo d'attacco alare e che terminava in un impennaggio convenzionale monoderiva. La propulsione era affidata a una coppia di motori radiali Gnome-Rhône 14Kirs, mentre il carrello d'atterraggio era un classico triciclo fisso, con i due elementi principali ammortizzati fissati alla parte ventrale della cellula più un ruotino d'appoggio posto sotto la coda. L'armamento difensivo era costituito da tre torrette dotate di mitragliatrice, poste la prima all'apice anteriore della fusoliera, e le restanti in posizione dorsale e ventrale dietro il bordo d'uscita alare.
Il primo dei tre prototipi volò il 26 giugno 1933. Come uno dei progetti vincitori per l'appalto (l'altro era il più grande Farman F.221), un ordine iniziale per la fornitura di 30 esemplari di MB 200 fu stipulato il 1º gennaio 1934, entrando in servizio alla fine di quello stesso anno. Seguirono ulteriori ordini e l'MB 200 equipaggiò 12 squadroni dell'Armée de l'air entro la fine del 1935. La produzione in Francia ammontava a oltre 208 esemplari costruiti, 4 dalla Bloch, 19 dalla Société anonyme des ateliers d'aviation Louis Breguet, 19 dalla Loire Aviation, 45 dalla Hanriot, 10 dalla SNCASO e 111 dalla Potez.

## Impiego operativo

### Francia
Furono 210 gli esemplari di MB 200/201 presi in carico dall'Armée de l'air. Le prime unità furono consegnate alla fine del 1934 all'escadrille du GB II/22. Seguirono 32 velivoli consegnati il 1º maggio 1935, consentendo il riequipaggiamento delle squadriglie GB I/12, II/12 e per completare l'assegnazione della GB II/22. Alla fine del 1935 erano dodici i gruppi di bombardamento equipaggiati con questo modello, scesi a dieci il 26 dicembre 1936. Dal 1937 iniziò la sostituzione dell'MB 200 con l'MB 210, ma nelle prime fasi della seconda guerra mondiale, nella mobilitazione al seguito dell'entrata francese nel conflitto, erano ancora 92 gli MB 200 in prima linea, distribuiti tra 7 gruppi. Il 19 agosto 1936 un Bloch MB 200 della 12ème Escadre de bombardement precipitò a Brienne-le-Château durante un volo di addestramento notturno, con la morte del capo pilota dell'aereo.
Oramai già obsoleto nei confronti delle forze nemiche, il bimotore non fu direttamente coinvolto in operazioni durante la campagna di Francia, tuttavia eseguì alcune missioni di ricognizione che si conclusero con la perdita dei velivoli coinvolti: il 9 settembre 1939 tre aerei della 31e Escadre inviati in ricognizione in Germania furono attaccati di tre caccia Messerschmitt Bf 109D della Luftwaffe. Il n.132 (GB I/31) atterrò nelle linee tedesche (equipaggio catturato), il n.163 (GB II/31) precipitò in fiamme e il n.33, che riuscì a raggiungere il campo d'aviazione di Manheuilles, si danneggiò irreparabilmente all'atterraggio. Il 7 novembre 1939 la I/31 GB perse di nuovo il n.162, abbattuto dal DCA durante una ricognizione notturna a Coblenza.

### Spagna
Almeno un esemplare di MB 200 venne acquisito dai reparti della Fuerzas Aéreas de la República Española, la forza aerea della Spagna repubblicana che si contrapponeva ai nazionalisti guidati dal generale Francisco Franco durante la Guerra civile spagnola.

## Versioni
MB 200.01
prototipo.
MB.200B.4
versione di produzione in serie.
MB 201
versione equipaggiata con una coppia di motori Hispano-Suiza, realizzata in un solo esemplare e rimasta allo stadio di prototipo.
MB 202
versione equipaggiata con una coppia di motori Gnome et Rhône, realizzata in un solo esemplare e rimasta allo stadio di prototipo.
MB 203
versione equipaggiata con una coppia di motori Clerget a ciclo diesel, realizzata in un solo esemplare e rimasta allo stadio di prototipo.

## Utilizzatori

### MB 200
Francia
- Armée de l'air

li utilizzò dal 1935.
 Germania
- Luftwaffe

operò con alcuni esemplari catturati.
 Spagna
- Fuerzas Aéreas de la República Española

### Avia
Bulgaria
- Vazhdushnite na Negovo Velichestvo Voiski

operò con 12 MB 200 ex cecoslovacchi acquistati dalla Germania nel 1939 ed utilizzati come aereo da addestramento.
 Cecoslovacchia
- Československé Vojenské Letectvo

 Germania
- Luftwaffe

operò con alcuni esemplari catturati.

### Annotazioni
1. ↑  Le fonti non sono concordi nel citare la designazione del velivolo, talvolta, specie nelle fonti in lingua inglese indicato con il punto (MB.200), o doppiamente puntato (M.B.200), così come con un trattino (MB-200), in lingua francese, o con lo spazio (MB 200).
2. ↑  La forza armata aerea indipendente, l'Armée de l'air, sarebbe stata costituita ufficialmente due anni più tardi, il 2 luglio 1934, e prima di quella data i reparti aerei erano inquadrati nell'esercito.

### Fonti
1. ↑  Bloch MB.200 in Уголок неба.
2. 1 2 3  Dassault, Military Bloch aircraft : MB 200.
3. 1 2 3 4  Taylor 1981, p. 23.
4. ↑  Angelucci 1981, p. 155.
5. ↑  Histavia.
6. ↑  Shores 1977, p. 8.
7. ↑  Green and Swanborough 1989, pp 65-66.

### Riviste
- Green, William and Gordon Swanborough. "Balkan Interlude - The Bulgarian Air Force in WWII". Air Enthusiast. Issue 39, May–August 1989. Bromley, Kent: Tri-Service Press, pp. 58–74. ISSN 0143-5450.
- Shores, Christopher S. and Cristian-Jacques Ehrengardt. "Syrian Campaign, 1941: Part 1; Forestalling the Germans; air battles over S. Lebanon". Air Pictorial, July 1970. pp. 242–247.
- Shores, Christopher S. and Cristian-Jacques Ehrengardt. "Syrian Campaign, 1941: Part 2; Breaking the back of Vichy air strength; conclusion". Air Pictorial, August 1970. pp. 280–284.
- Taylor, Michael J.H. Warplanes of the World 1918-1939. London:Ian Allen, 1981. ISBN 0-7110-1078-1.